# Дом-музей Ивана Джавахишвили
Дом-музей Ивана Джавахишвили (груз. ივანე ჯავახიშვილის სახლ-მუზეუმი) — мемориальный музей, расположенный в селе Ховле Каспского муниципалитета Грузии, в доме, принадлежавшем Ивану Александровичу Джавахишвили (1876—1940) — грузинскому историку, академику Академии наук СССР, одному из основателей Тбилисского государственного университета. Учреждён в 1969 году.

## О музее
Основан в 1969 году в доме, где жил и работал Иван Джавахишвили. Здание признано памятником истории, находится на государственной охране. 
Официально дом-музей открыт для посетителей в 1976 году в рамках мероприятий, посвященных 100-летию учёного.
Экспозиция знакомит посетителей с детством и юностью, научной работой учёного в Тбилисском университете. Представлена мемориальная комната Ивана Джавахишвили.
В фондах музея хранятся мемориальные предметы (одежда, предметы быта, мебель), письма, фотографии, документальные материалы о жизни и деятельности Ивана Джавахишвили, предметы изобразительного искусства. В музее представлена богатая научная библиотека учёного, а также этнографический и археологический материал с раскопок на Ховле-гора.